# 愛に酔いしれて
『愛に酔いしれて』（あいによいしれて、トルコ語: Mevlana Mest-i Aşk）は、2024年公開のイランとトルコ合作の歴史ロマンス映画。ハッサン・ファティが脚本と監督を務めた。